# Geidumnes
Les Geidumnes (latinisé en Geidumni) étaient un peuple celte de Gaule (Gaule belgique selon la géographie des Romains), client des puissants Nerviens.

## Protohistoire
Ils ne nous sont connus que par une mention de Jules César, dans ses Commentaires sur la Guerre des Gaules, où ils apparaissent aux côtés des Ceutrons, des Grudii, des Lévaques et des Pleumoxii, comme « vassaux » de leurs voisins Nerviens.
« Ils [les Nerviens] s’empressent donc d’envoyer des messagers aux Centrons, aux Grudii, aux Lévaques, aux Pleumoxii, aux Geidumnes, toutes tribus qui sont sous leur dépendance ; ils réunissent le plus de troupes qu’ils peuvent et à l’improviste se jettent sur le camp de Cicéron, avant que la nouvelle de la mort de Titurius lui soit parvenue. Lui aussi, il lui arriva - ce qui était inévitable - qu’un certain nombre de soldats, qui s’étaient éloignés pour aller dans les forêts chercher du bois de chauffage et du bois de charpente pour la fortification, furent surpris par l’arrivée soudaine de la cavalerie. On les enveloppe, et en masse Eburons, Nerviens, Atuatuques, ainsi que les alliés et clients de tous ces peuples, commencent l’attaque de la légion. Les nôtres vivement courent aux armes, montent au retranchement. Ce fut une rude journée : les ennemis plaçaient tout leur espoir dans une action prompte et, ayant été une fois vainqueurs, ils croyaient qu’ils devaient l’être toujours. »
— Jules César, Commentaires sur la Guerre des Gaules, Livre V, chapitre 39.

## Sources
- Venceslas Kruta, Les Celtes, Histoire et Dictionnaire, Éditions Robert Laffont, coll. « Bouquins », Paris, 2000,  (ISBN 2-7028-6261-6).
- John Haywood (intr. Barry Cunliffe, trad. Colette Stévanovitch), Atlas historique des Celtes, éditions Autrement, Paris, 2002,  (ISBN 2-7467-0187-1).
- Consulter aussi la bibliographie sur les Celtes et la bibliographie de la mythologie celtique.

## Wikisource
- Jules César, Commentaires sur la Guerre des Gaules, Livre V